# Bruno (nome)
Bruno é um prenome e apelido de família de origem germânica. Nas línguas latinas provém de Brunus, forma latinizada de um nome germânico composto pela raiz brun-, que pode significar brunido (polido, com lustro) e também moreno, também presente nas palavras braun (em alemão) e brown (em inglês). Em sua versão inglesa ficou traduzido como Bruce.
É muito frequente na Europa continental, Estados Unidos, Canadá, Brasil e Oceania como um nome dado para homens e meninos. É também muito frequente na Itália, onde já se documenta desde o século VIII e cuja difusão se deve principalmente a vários santos, como São Bruno (1030-1101), monge nascido na cidade de Colônia.
Dada a popularidade do prenome na Itália, por efeito de tradição patronímica, também é recorrente o sobrenome "Bruno" e suas inúmeras variantes, como Bruce, Brunacci, Brunaldi, Brundu, Brunari, Brunella, Brunelleschi, Brunelli, Brunello, Brunengo, Bruneri, Brunese, Brunetti, Brunex, Brunetto, Bruni, Brunini, Brunoldi, Brunone, Brunotti etc.

## Nomes históricos notáveis
- Bruno, duque da Saxônia (falecido em 880)
- São Bruno I, Arcebispo de Colônia (falecido em 965)
- Papa Gregório V (c. 972–999), cujo nome próprio era Bruno da Caríntia
- São Bruno de Querfurt (falecido em 1009)
- Bispo Bruno de Augsburgo (falecido em 1029)
- São Bruno, bispo de Würzburg (falecido em 1045)
- Papa Leão IX (1002-1054), cujo nome era Bruno, conde de Dagsbourg
- Bruno II (1024-1057)
- Bruno Saxon (fl. 2ª metade do século XI), historiador
- Bruno de Colônia (m. 1101), fundador dos cartuxos
- São Bruno, bispo de Segni (falecido em 1123)
- Bruno Pontes Cardoso (1501-1571), músico português e grande mente de seu tempo
- Giordano Bruno (1548-1600) matemático e filósofo italiano
- Henri Reynders (Dom Bruno) (1903-1981), padre católico

## Pessoas notáveis
- Bruno, também conhecido como Eko. Lsa, rapper francês
- Bruno Bauer (1809–1882) filósofo alemão
- Bruno Bozzetto (nascido em 1938), animador italiano
- Bruno Branciforte (nascido em 1947), almirante italiano
- Bruno Brookes (nascido em 1959), (nascido em Trevor Neil Brookes), DJ britânico
- Bruno Caboclo (nascido em 1995), jogador de basquete brasileiro
- Bruno Campos (nascido em 1973), ator brasileiro
- Bruno Carabetta (nascido em 1966), judoca francesa
- Bruno Carranza (1822-1891), ex-presidente da Costa Rica
- Bruno Cheyrou, jogador de futebol francês, irmão mais velho de Benoit Cheyrou
- Bruno Corbucci (1931–1996) Diretor de cinema italiano
- Bruno Cortês (nascido em 1987), jogador de futebol brasileiro que atua como zagueiro
- Bruno de Finetti (1906–1985) Probabilista e estatístico italiano
- Bruno Fernandes das Dores de Souza (nascido em 1984), jogador de futebol brasileiro que atua como goleiro
- Bruno Fernando (nascido em 1998), jogador de basquete americano
- Bruno Forte (nascido em 1949), teólogo italiano e eclesiástico
- Bruno Gagliasso (nascido em 1982), ator brasileiro
- Bruno Ganz, ator suíço (1941–2019)
- Bruno Gerussi (1928–1995) Ator canadense
- Bruno Giacomelli (nascido em 1952), piloto de Fórmula 1
- Bruno Giacometti (1907–2012) Arquiteto suíço
- Bruno Giordano (nascido em 1956), futebolista italiano e treinador
- Bruno Gissoni (nascido em 1986), ator brasileiro
- Bruno Gonçalves Kischinhevsky (nascido em 1994), conhecido como Bruno, meio-campista de futebol brasileiro
- Bruno Grandi (1934–2019), ginasta italiana e presidente da Federação Internacional de Ginástica
- Bruno Gutzeit (nascido em 1966), nadador francês de borboletas
- Bruno Hauptmann (1899–1936), o homem executado pelo seqüestro / assassinato de Lindbergh
- Bruno Heller (nascido em 1960), roteirista inglês
- Bruno Heppell (nascido em 1972), jogador de futebol canadense
- Bruno Herrero Arias, jogador de futebol espanhol
- Bruno Hochmuth (1911–1967) General americano
- Bruno Hussar (1911–1996), padre católico
- Bruno Junk (1929–1995), pedestre estoniano
- Bruno Kirby (1949–2006), ator americano
- Bruno Kreisky (1911–1990), chanceler austríaco de 1970 a 1983
- Bruno Langley (nascido em 1987), ator britânico
- Bruno Latour (1947) Sociólogo francês e teórico cultural
- Bruno Lauzi (1937–2006) Cantor e compositor italiano
- Bruno Leoni (1913–1967), filósofo político italiano (liberalismo clássico) e advogado
- Bruno Lucia, comediante e intérprete australiano
- Bruno Lüdke (1908–1944), suposto serial killer prolífico alemão
- Bruno Magli, designer de sapatos italiano
- Bruno Mars, cantor e compositor americano e produtor musical
- Bruno Mattei (1931–2007) Diretor de cinema italiano
- Bruno Munari (1907–1998) Designer industrial italiano
- Bruno Neri (1910–1944) Jogador de futebol italiano e partidário
- Bruno Nolasco (nascido em 1986), jogador de pólo aquático brasileiro
- Bruno Rezende (nascido em 1986), jogador de vôlei brasileiro
- Bruno Prevedi (1928–1988) cantor de ópera italiano
- Bruno Rossi (1905–1993) Físico experimental ítalo-americano
- Bruno Ruffo (1920–2007) Motociclista italiano
- Bruno S. (1932–2010) ator
- Bruno Saby (nascido em 1949), piloto francês
- Bruno St. Jacques, jogador de hóquei no gelo canadense
- Bruno Saltor Grau, ex-jogador de futebol espanhol
- Bruno Sammartino (1935–2018) Lutador ítalo-americano
- Bruno Sassi (nascido em 1970), lutador
- Bruno Schulz (1892–1942) escritor polonês
- Bruno Senna (nascido em 1983), piloto de corrida brasileiro
- Bruno Soriano (nascido em 1984), jogador de futebol espanhol
- Bruno Steinhoff (nascido em 1937), empresário bilionário alemão, fundador da Steinhoff International
- Bruno Tabacci (nascido em 1946), político italiano
- Bruno Tonioli (nascido em 1955), dançarino e coreógrafo italiano
- Bruno Walter (1876–1962), maestro e compositor alemão
- Bruno Zebie (nascido em 1995), jogador de futebol canadense
- Bruno Zevi (1918–2000), arquiteto italiano
- Bruno Zumino (1923–2014) Físico teórico italiano